# Uwe Vengels
Uwe Vengels (* 14. August 1960 in Wesel) ist ein ehemaliger deutscher Fußballspieler und Trainer.

## Karriere
Aus der Jugend des Weseler Spielvereins stammend wurde Vengels 1976/77 Deutscher A-Jugend-Meister mit dem MSV Duisburg durch einen 2:1-Finalsieg gegen den VfB Stuttgart. Daraufhin wechselte er zu Bayer 05 Uerdingen, wo er von 1979 bis 1984 im Seniorenbereich spielte. Beim Bayer-Werksclub hatte er neben Mitspielern wie Werner Vollack, Matthias Herget, Werner Buttgereit und Friedhelm Funkel fünf Einsätze in der Zweiten Liga (Saison 1982/83) und drei Einsätze in der Ersten Liga (1983/84). Mit Bayer 05 schaffte Vengels 1983 in den Relegationsspielen gegen den FC Schalke 04 den Aufstieg in die erste Bundesliga.
Im Sommer 1984 wechselte der Offensivspieler zum amtierenden Oberligameister 1. FC Bocholt in die drittklassige Oberliga Nordrhein, wo er sich in den folgenden Jahren zum torgefährlichen Mittelfeldstrategen entwickelte. Obwohl Vengels in den Torschützenlisten regelmäßig weit vorne landete, reichte es für seinen Klub meist nur für vordere Platzierungen (Rang drei 1985/86 und 1989/90), Rang vier (1988/89). In der Saison 1992/93 feierte Uwe Vengels mit seinem Verein die Vizemeisterschaft hinter Rot-Weiss Essen und qualifizierte sich dadurch für die deutsche Amateurmeisterschaft, wo man knapp das Finale verpasste. 1994 stieg Vengels mit dem 1. FC Bocholt in die Regionalliga West/Südwest auf. 1998 im Alter von 37 Jahren beendete er seine aktive Karriere.
2004 stieg Uwe Vengels beim Bocholter A-Kreisligisten SV Biemenhorst ins Trainergeschäft ein und arbeitete dort bis zum Sommer 2010. Zur Saison 2011/12 übernahm er das Traineramt beim Kreisliga-B-Verein Weseler SV.